# Józef Baczyński
Józef Baczyński, zwany Skawickim (ur. w Skawicy, zm. 1736 w Krakowie) – postać historyczna, zbójnik grasujący w latach 1732–1735 na terenie Beskidów: Żywieckiego, Małego, Makowskiego, Wyspowego oraz Gorców.

## Życiorys
Józef Baczyński urodził się w biednej chłopskiej rodzinie komorników. Jak wynika z ksiąg metrykalnych parafii makowskiej, do której wówczas Skawica należała, rodzina Baczyńskich pojawiła się w tej wsi na tzw. Gołyni dopiero pod koniec XVII w. Przypuszcza się, że przybyła ze wsi Baczyn i stąd poszło nazwisko zbójnika. Młodość spędził na służbie u bogatszych gospodarzy. Przed 1732 r. ożenił się i zamieszkał u szwagra we wsi Jaszczurowa koło Wadowic. Zbójnicki proceder rozpoczął 25 kwietnia 1732, napadając wraz z innymi zbójnikami na bogatego krawca Sowę we wsi Mikołaj (obecnie część Wadowic). Wkrótce połączył swe siły z grupą braci Giertugów i razem dokonali w 1733 r. napadu na browar w Dobczycach. Po schwytaniu i uwięzieniu braci Giertugów Baczyński został harnasiem bandy, której kryjówki znajdowały się m.in. na stokach Mogielicy, w Ochotnicy oraz nad Białą Wodą. Dokonywała ona licznych napadów m.in. na dwory szlacheckie w Jaszczurowej, Śleszowicach, Tłuczaniu i Łętowni. Grupa napadła również na sanktuarium maryjne w Inwałdzie, gdzie - według legendy - Baczyński kazał jedynie otworzyć kościół, po czym zapalił świece przed ołtarzem i modlił się. Mienia parafialnego nie tknął, zadowalając się obrabowaniem samego kapłana.
Zbójnik został otoczony późną jesienią 1735 r. w karczmie w Dobrej, gdzie pił ze swoimi towarzyszami. Wraz z czterema kompanami (inni uciekli) został ujęty przez harników starościny Wielopolskiej i odstawieni do jej zamku w Suchej Beskidzkiej. Później był więziony i sądzony przed sądem grodzkim w Krakowie, gdzie zapadł wyrok śmierci przez ścięcie. Wykonano go na początku 1736 r. na krakowskich Krzemionkach.
Baczyński, podobnie jak inni zbójnicy, którzy „świat równali”, stał się bohaterem wielu podań ludowych. Anna Krakowianka, poetka okresu Wolnego Miasta Krakowa i Wiosny Ludów, poświęciła Baczyńskiemu - jako wyidealizowanemu bohaterowi ludowemu - zupełnie dziś zapomniany utwór w „Powieściach i legendach narodowych”. Pierwsze naukowe opracowanie losów zbójnika przedstawił w 1936 r. znawca historii chłopów beskidzkich, Stanisław Szczotka.